# Drynaria saccardii
Drynaria saccardii là một loài dương xỉ trong họ Polypodiaceae. Loài này được Cuf. mô tả khoa học đầu tiên năm 1969.
Danh pháp khoa học của loài này chưa được làm sáng tỏ. 